# Alfred Glaus (Künstler)
Alfred Glaus (* 13. Mai 1890 in Schwarzenburg BE; † 7. Juli 1971 in Thun) war ein Schweizer Maler, Grafiker und Gründer der Kunstsammlung Thun, des heutigen Kunstmuseums Thun.

## Leben und Werk
Alfred Glaus verbrachte seine Kindheit in Schwarzenburg, südwestlich von Bern. Er absolvierte die Ausbildung zum Primarlehrer in Bern. Anschliessend studierte er an privaten Kunstakademien in Neuenburg und München. Dennoch sah er sich gezwungen, vorerst einen Brotberuf in einem Bureau anzunehmen, während dem er um sein Künstlertum kämpfte. Zudem hatte er sich zusammen mit dem ehemaligen Stadtpräsidenten Paul Kunz darum bemüht, für das bildnerische Kulturgut der Stadt Thun einen geeigneten Ausstellungsort zu finden. Glaus wurde in der Folge zum Konservator und Leiter der Sammlung ernannt. Im Sommer 1948 wurde die Kunstsammlung der Stadt Thun im ehemaligen Hotel Thunerhof eröffnet. Daraus entstand das heutige Kunstmuseum Thun, nach wie vor am alten Standort. 
Als Künstler ist Glaus in erster Linie als Maler der Berge des Berner Oberlandes hervorgetreten. Dabei hat er sich auf die Darstellung karger Felsformationen spezialisiert und diese bis an die Grenze der Abstraktion getrieben. Die oft eher düster und abweisend wirkenden Motive werden mehrheitlich von Grau-, Dunkelblau- und Brauntönen dominiert. 1957 übergab Glaus dem Museum sein vollständiges lithographisches Werk sowie eine repräsentative Werkgruppe seiner Gemälde.